# Flugplatz Venedig-Lido

i7
i11
i13
Der Flugplatz Venedig-Lido (it.: Aeroporto di Venezia-Lido “Giovanni Nicelli”, früher auch Aeroporto di Venezia San Nicolò genannt, ICAO-Code: LIPV) befindet sich in der norditalienischen Region Venetien, rund drei Kilometer östlich der Stadtmitte von Venedig, auf dem Lido di Venezia. Der Flugplatz wird vom Aeroclub Venedig und von der Allgemeinen Luftfahrt genutzt. Von 1926 bis 1953 war er der Verkehrsflughafen Venedigs.

## Infrastruktur
Der unmittelbar an der Haupteinfahrt der Lagune von Venedig gelegene Flugplatz ist mit öffentlichen Verkehrsmitteln nur auf dem Wasserweg zu erreichen. Im Südwesten des Flugplatzgeländes befindet sich beim Abfertigungsgebäude eine Anlegestelle für Motorboote. Der Flugplatz hat eine knapp einen Kilometer lange Graspiste.

## Geschichte
Der Flugplatz entstand im Jahr 1915 als Militärflugplatz. Nach dem Ersten Weltkrieg wurde er nach dem Jagdflieger Giovanni Nicelli benannt. Den kommerziellen Flugverkehr wickelte man in den 1920er Jahren in Italien vorwiegend mit Flugbooten ab, wofür man auf der benachbarten Insel Vignole (auch Sant’Andrea) eigens Abfertigungsanlagen errichtete. 1926 gestattete man auch die zivile Mitnutzung des konventionellen Flugplatzes San Nicolò auf dem Lido, insbesondere für die Fluggesellschaft Transadriatica, die unter anderem Linienflüge nach Wien, Graz und München anbot. In den 1930er Jahren entwickelte sich der Flugplatz zu einem der verkehrsreichsten Italiens. 1935 wurde ein neues Abfertigungsgebäude eröffnet. Darüber hinaus gab es hier größere Flugzeugwartungseinrichtungen, aus denen später die Officine Aeronavali di Venezia entstanden. Nach der erneuten militärischen Nutzung im Zweiten Weltkrieg konnte der kommerzielle Luftverkehr im Jahr 1947 mit Linienflügen nach Rom wieder aufgenommen werden. Da der Flughafen für die neuen Verkehrsflugzeuge bald zu klein wurde, zogen die ersten Fluggesellschaften 1953 auf den knapp 30 Kilometer entfernten, auf dem Festland gelegenen Flughafen Treviso um. Es begann eine teilweise erbittert geführte Diskussion zwischen den Anhängern des Flughafens auf dem Lido und den Befürwortern eines Neubaus auf dem Festland. Da ein angemessener Ausbau auf dem Lido mit großen Schwierigkeiten verbunden gewesen wäre, entschloss man sich schließlich für den neuen Flughafen Venedig-Marco Polo, der 1960 eröffnet wurde. Auch die Officine Aeronavali, die später von Alenia Aeronautica übernommen wurden, mussten aus Platzgründen später auf den neuen Flughafen umziehen. Fast vier Jahrzehnte lang bewahrte der Aeroclub Venedig den Flugplatz vor dem völligen Verfall. Um die Jahrtausendwende entstand ein neues Interesse an dem traditionsreichen Flugplatz, der in den Jahren danach im Stil des früheren Verkehrsflughafens restauriert wurde.

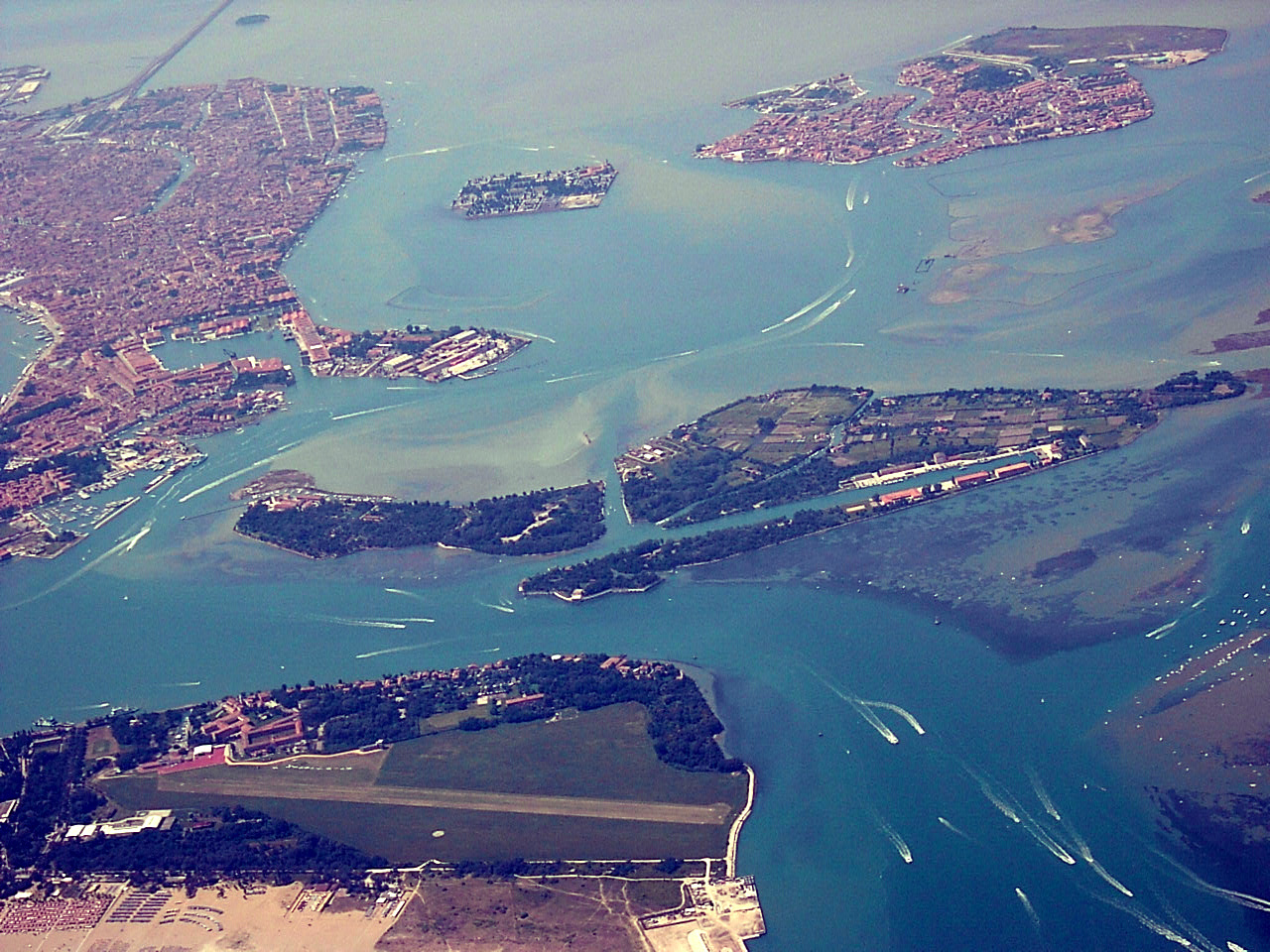
Im Vordergrund die Graspiste des Flugplatzes Venedig-Lido. Rechts der Bildmitte ist auf der Vignole-Insel das Ende eines Kanals von Gebäuden umgeben. Dies ist der ehemalige Wasserflugplatz.
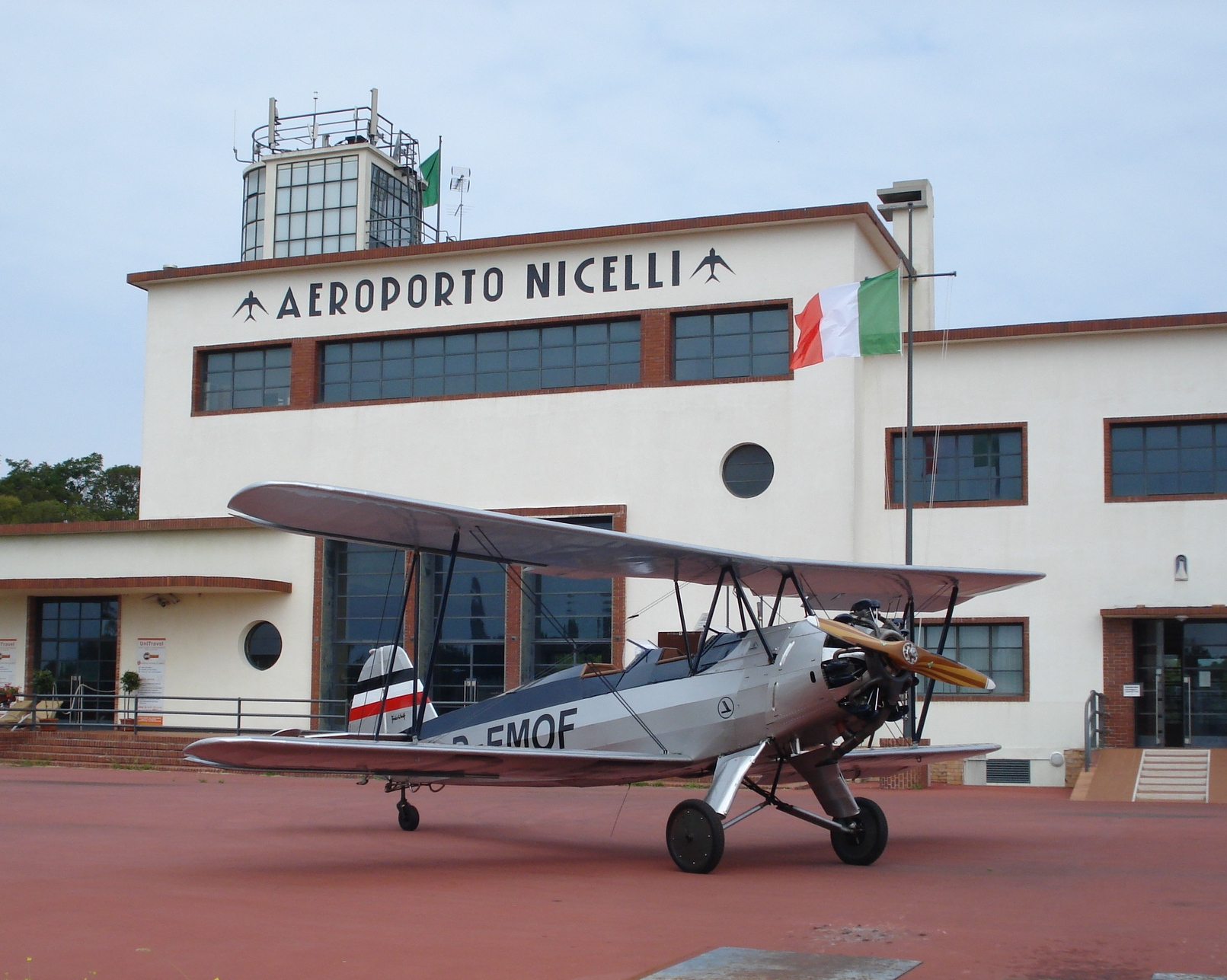
Focke-Wulf Stieglitz (Baujahr 1937) vor dem Flughafengebäude (2011)